# فرودگاه صحرایی هریات الیگزندر
فرودگاه صحرایی هریات الیگزندر (به انگلیسی: Harriet Alexander Field) یک فرودگاه همگانی بهره‌برداری هوایی با کد یاتا SLT است که یک باند فرود آسفالت دارد و طول باند آن ۲۲۳۹ متر است. این فرودگاه در شهر سالیدا، کلرادو کشور ایالات متحده آمریکا قرار دارد و در ارتفاع ۲۲۹۳ متری از سطح دریا واقع شده‌است.